# Drypetes eglandulosa
Drypetes eglandulosa là một loài thực vật có hoa trong họ Putranjivaceae. Loài này được (Roxb.) Pax & K.Hoffm. mô tả khoa học đầu tiên năm 1922.